# Хоштария, Семён Георгиевич
Семён (Симон) Георгиевич Хоштария (1901—1963)— советский хозяйственный, государственный и партийный деятель.

## Биография
Родился в 1901 году. Работал телеграфистом. Член ВКП(б). Был на партийной работе в городе Телави.
В 1927—1963 гг. — на партийной и советской работе в Закавказской СФСР и Грузинской ССР:
- с 1927 года — ответственный инструктор и заведующий агитационно-массового отдела ЦК КП(б) Грузии,
- с 1936 по 1937 год — народный комиссар финансов Грузинской ССР,
- с 1937 по 1946 год — народный комиссар земледелия Грузинской ССР,
- с ноября 1938 по 1946 год — заместитель председателя Совнаркома Грузинской ССР,
- с марта 1946 по февраль 1947 года — заместитель министра технических культур СССР,
- с февраля 1947 по декабрь 1951 года — заместитель министра сельского хозяйства СССР по цитрусовым культурам и садоводству,
- с 1951 по апрель 1954 года — заместитель и председатель Госплана Грузинской ССР.

Избирался депутатом Верховного Совета СССР 1-го, 2-го и 3-го созывов. Член ЦК КП Грузии в 1938—1949 годах.